# چشم نظاره‌گر (آلبوم)
«چشم نظاره‌گر» آلبومی از وین شورتر هنرمند اهل ایالات متحده آمریکا است که در سال ۱۹۶۵ میلادی منتشر شد.